# АЭС Терки-Пойнт
АЭС Терки-Пойнт (англ. Turkey Point Nuclear Generating Station) — действующая атомная электростанция на юго-востоке США.
Станция расположена на побережье Атлантического океана рядом с национальным парком Бискейн в округе Майами-Дейд штата Флорида, в 40 км к югу от Майами.

## Информация об энергоблоках
| Энергоблок    | Тип реакторов          | Мощность | Мощность | Начало строительства | Физпуск    | Подключение к сети | Ввод в эксплуатацию | Закрытие |
| Энергоблок    | Тип реакторов          | Чистый   | Брутто   | Начало строительства | Физпуск    | Подключение к сети | Ввод в эксплуатацию | Закрытие |
| ------------- | ---------------------- | -------- | -------- | -------------------- | ---------- | ------------------ | ------------------- | -------- |
| Терки-Пойнт-3 | PWR, W (3-loop) DRYAMB | 802 МВт  | 829 МВт  | 27.04.1967           | 20.10.1972 | 02.11.1972         | 14.12.1972          | —        |
| Терки-Пойнт-4 | PWR, W (3-loop) DRYAMB | 802 МВт  | 829 МВт  | 27.04.1967           | 11.06.1973 | 21.06.1973         | 07.09.1973          | —        |